# Stadion Miejski w Grudziądzu (1925–1973)
Stary Stadion Miejski – nieistniejący już stadion żużlowy w Grudziądzu, w Polsce. Istniał w latach 1925–1973. Mógł pomieścić 3000 widzów. Użytkowany był przez klub Olimpia Grudziądz.
Budowa stadionu rozpoczęła się w 1924 roku, a jego otwarcie miało miejsce jesienią 1925 roku. Początkowo obiekt posiadał bieżnię lekkoatletyczną, którą jednak już w 1926 roku zamieniono na tor kolarsko-motocyklowy. W czasie okupacji hitlerowskiej część toru została zajęta przez Niemców na bunkry. W latach 1948–1950 stadion był areną zmagań ligowych żużlowców Olimpii Grudziądz (w sezonie 1948 drużyna ta wywalczyła 3. miejsce w kraju). W 1973 roku stadion jednak zlikwidowano. Grający na nim dotąd piłkarze Olimpii Grudziądz przenieśli się na Stadion Miejski. W miejscu dawnego stadionu wybudowano następnie budynek bursy szkół średnich.